# Фризон, Александр Иванович
Александр Иванович Фризон (5 мая 1875, Баден, Одесский уезд, Херсонская губерния — 20 июня 1937, Москва) — титулярный епископ Лимиренский (с 1926). Деятель Римско-католической церкви.

## Семья и образование
Родился в семье немецких колонистов Иоганнеса Фризона и Елизаветы Шванн, младший, седьмой ребенок в семье. Его прадед по отцовской линии, мельник Валентин Фризон в 1809 переселился в Баден из Оберсеебака (Эльзас). По материнской линии его предки, в основном, были выходцами из Пфальца. Получил образование в Саратовской духовной семинарии, в Германской коллегии при Григорианском университете в Риме. Доктор философии и богословия.

## Священник
- С 1901 — священник.
- С 1902 — настоятель храма Пресвятой Девы Марии в Керчи, позднее служил в Симферополе.
- С января 1905 — викарий в Саратовском кафедральном соборе.
- С 1905 — капеллан и секретарь епископа Иосифа Алоиза Кесслера, канцлер епархиальной курии в Саратове.
- С 1905 — профессор церковной истории и латинского языка Саратовской духовной семинарии.
- С 1910 — ректор Саратовской духовной семинарии; остался ректором после её перевода в Одессу в 1917.
- С 1919 — настоятель храма Успения Пресвятой Девы Марии в Симферополе.
- В 1915—1925 также был настоятелем Керченского прихода. Являлся деканом Симферопольского деканата.

В 1923 в течение шести месяцев находился в заключении, в 1925 вновь привлекался к суду.

## Епископ
В 1926 был возведён в сан титулярного епископа Лимиренского. 10 мая 1926 тайно рукоположён в епископы в церкви святого Людовика в Москве представителем Папы Римского епископом Мишелем д’Эрбиньи. В тот же день был назначен Апостольским администратором Одесским и южной части Тираспольской епархии (Крым, Одесса, Таганрог, Николаев, Херсон, Ростов-на-Дону).
Советские власти вскоре узнали о епископской хиротонии. В 1927 они запретили епископу выехать из Симферополя в Одессу, так что он не смог приступить к исполнению обязанностей Апостольского администратора. В августе 1929 был арестован в Симферополе, но через месяц освобожден. Осенью 1929 вновь арестован по обвинению в нелегальном принятии епископского сана и в оказании помощи белогвардейским войскам во время гражданской войны. В 1931 освобождён. В 1933 арестован по обвинению в незаконном допущении несовершеннолетних к участию в богослужении и их развращении (суть обвинения состояла в том, что епископ разрешил ребёнку, по просьбе его родителей, принять участие в заупокойной службе), затем был освобождён.

## Последний арест и казнь
В последний раз епископа Фризона арестовали 10 октября 1935 в Симферополе по обвинению в шпионаже в пользу Германии. Вместе с ним были арестованы мать и племянница. Доказательством вины епископа стали найденные у него несколько долларов, которые рассматривались как плата за шпионскую деятельность. Находился в заключении в Симферопольской тюрьме.
На закрытом процессе 11-17 сентября 1936 постановлением Специальной коллегии областного суда Крыма был приговорён к высшей мере наказания. 10 апреля 1937 приговор был утверждён Специальной коллегией Верховного Суда СССР. После вынесения приговора просил, в частности, разрешить встречу с племянницей (приговорённой на том же процессе к восьми годам лишения свободы и расстрелянной в лагере в 1938), вернуть ему молитвенники и Библию и позволить исповедаться у католического священника (настоятеля Севастопольского прихода о. Матиаса Гудайтиса, арестованного по одному делу с еп. Фризоном), что ему не было разрешено. Расстрелян в Бутырской тюрьме в Москве или, по другим данным, на кладбище в Симферополе.